# Francisco Brines

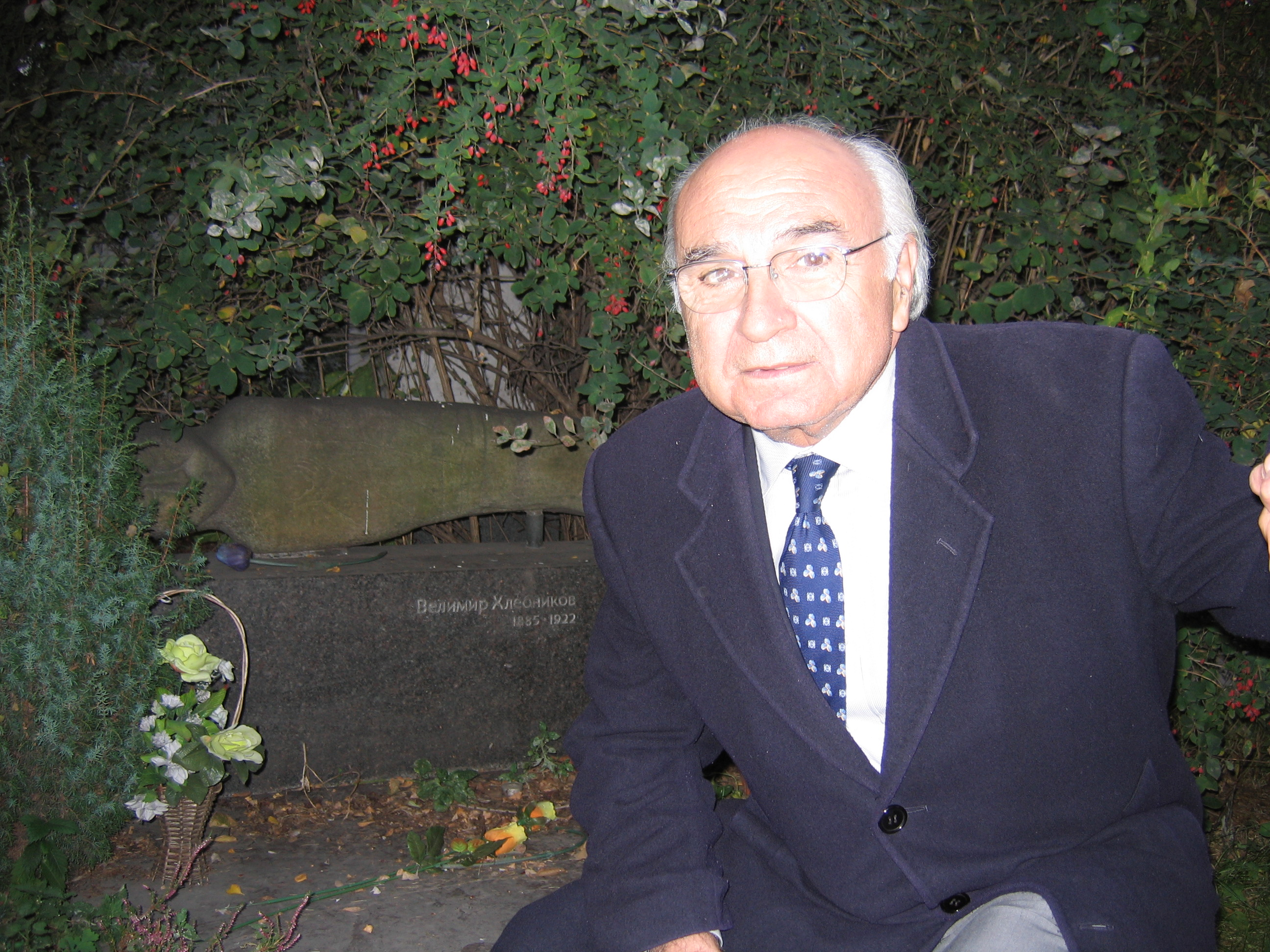
Francisco Brines

Francisco Brines Bañó (* 22. Januar 1932 in Oliva, Valencia; † 20. Mai 2021 in Gandia, Valencia) war ein spanischer Dichter, der zur spanischen Dichtergruppe der 1950er Jahre gehörte. Von 2001 bis zu seinem Tod war er Mitglied der Real Academia Española. Er wurde mit Preisen wie dem Premio Nacional de las Letras Españolas (1999), dem Premio Reina Sofía de Poesía Iberoamericana (2010) und dem Premio Miguel de Cervantes (2020) ausgezeichnet. Ein großer Teil der Kritiker stuft seine Werke in das elegische Kapitel der spanischen Poesie des 20. Jahrhunderts ein; er gilt als Nachfolger von Luis Cernuda und Konstantinos Kavafis.
Seine Gedichtsammlung La última costa wurde von ABC Cultural zum Buch des Jahres 1996 gewählt und er erhielt dafür 1998 den Literaturpreis Premio Fastenrath.

## Biographie
Brines, Sohn valencianischer, vermögender Gutsbesitzer studierte Jura an der Universidad de Deusto, der Universitat de València und der Universidad de Salamanca sowie Philosophie und Literatur in Madrid.
Für sein erstes Buch, Las brasas (1960), erhielt er den Adonis-Preis aus dem vorherigen Jahr. Mit Palabras en la oscuridad, aus dem Jahr 1996, erhielt er den Premio Nacional de la Crítica.
Von José Batlló in die Antología de la nueva poesía española (1968) aufgenommen, erschien er bereits in dieser Zeit als eine der persönlichsten Stimmen der intimen Lyrik unter den Mitgliedern der zweiten Generation der Nachkriegszeit. Er schloss sich Barral, Caballero Bonald, Gil de Biedma, Ángel González, José Agustín Goytisolo, Félix Grande, Claudio Rodríguez, Carlos Sahagún und José Ángel Valente an, obwohl er sich im Unterschied zur Mehrheit dieser nie sozial engagierte: In seinem Buch El santo inocente, später Materia narrativa inexacta genannt, erkennt man kaum eine Spur davon.
Er war Professor der spanischen Literatur an der University of Cambridge und später an der University of Oxford. Seine tiefe Bewunderung für das spanische klassische Theater erlaubte ihm, im Jahr 1988,  eine Neubearbeitung und Adaptation des Textes Der Richter von Zalameaa von Pedro Calderón de la Barca, der im November desselben Jahres unter der Leitung von der Compañía Nacional de Teatro Clásico, geleitet von José Luis Alonso, uraufgeführt wurde. 2001 wurde er zum Mitglied der Real Academia Española ernannt.
2020 wurde er mit dem Cervantespreis ausgezeichnet. Sein fragiler Gesundheitszustand und die COVID-19-Pandemieie verhinderte, dass der Dichter am 23. April 2021 in Alcalá de Henares an der kultigen und traditionellen Feier der Verleihung des Cervantes-Preises teilnahm, aber König Felipe VI. reiste zur Residenz des Schriftstellers und kam rechtzeitig um ihm den Preis in seine Hände zu legen, neun Tage vor seinem Tod.
Er starb mit 89 Jahren am 20. Mai 2021 im Krankenhaus von Gandia, in das er am 13. Mai eingewiesen worden war und in dem, aufgrund eines Bruches, ein chirurgischer Eingriff vorgenommen worden war.

## Werk

### Poetisches Werk
- Las brasas, Madrid: Adonais, 1960; Valencia: Hontanar, 1971 (Premio Adonais).
- El santo inocente, Madrid: Poesía para Todos, 1965.
- Palabras a la oscuridad, Madrid: Ínsula, 1966; Madrid: Huerga & Fierro, 1996 (Premio de la Crítica).
- Aún no, Barcelona: Llibres de Sinera, 1971.
- Insistencias en Luzbel, Madrid: Visor, 1977; Altea: Aitana, 1994.
- El otoño de las rosas, Sevilla: Renacimiento, 1986 (Premio Nacional de Literatura).
- La última costa, Barcelona: Tusquets, 1995 (Premio Fastenrath de la Real Academia Española).
- Donde muere la muerte, Barcelona: Tusquets, 2021.

### Anthologien und Neuauflagen
- Ensayo de una despedida. Poesía 1960–1971, Barcelona: Plaza & Janés, 1974.
- Poesía. 1960–1981, Madrid: Visor, 1984.
- Selección propia, Madrid: Cátedra, 1984.
- Poemas excluidos, Sevilla: Renacimiento, 1985.
- La rosa de las noches, 1986.
- Poemas a D. K., Sevilla: El Mágico Íntimo, 1986.
- El rumor del tiempo, Barcelona: Anagrama, 1989.
- Espejo ciego, València: Generalitat Valenciana, 1993.
- Breve antología personal, 1997.
- Francisco Brines, poesía, Lleida: Universitat de Lleida, 1997.
- Selección de poemas, 1997.
- Poesía completa (1960-1997), 1997.
- Antología poética, 1998.
- La Iluminada Rosa Negra, 2003.
- Amada vida mía, 2004.
- Antología poética, Madrid: Espasa-Calpe, 2006.
- Todos los rostros del pasado, Barcelona: Círculo, 2007.
- Las brasas, Madrid: Biblioteca Nueva, 2009.
- Para quemar la noche, Madrid: Patrimonio Nacional, 2010.
- Yo descanso en la luz, Madrid: Visor, 2010.
- Aún no, Madrid: Bartleby, 2012.
- Jardín nublado. Antología poética, Valencia: Pre-Textos, 2016.

### Andere Werke
- Escritos sobre poesía española contemporánea, Valencia: Pre-Textos, 1994.
- Carmen Calvo, Caja de Ahorros de Asturias, 1999
- Kritische Ausgabe von Ocnos (Luis Cernuda), Madrid: Huerga & Fierro, 2002.
- Elca, In Zusammenarbeit mit Mariona Brines, Valencia: Krausse, 2010.

### In deutscher Übersetzung
Eine kleine, von Horst Weich übertragene Auswahl von Gedichten Brines‘ erschien in dem Band: 
- Namenlose Liebe. Homoerotik in der spanischen Lyrik des 20. Jahrhunderts, München: Lyrik Kabinett, 2000.

## Auszeichnungen
- 1960: Premio Adonáis
- 1967: Premio de la Crítica
- 1987: Premio Nacional de Literatura
- 1987: Premio de las Letras Valencianas
- 1998: Premio Fastenrath
- 1999: Premio Nacional de las Letras Españolas
- 2004: Premio Ricardo Marín a la creatividad
- 2007: IV Premio Internacional de Poesía Federico García Lorca
- 2010: Premio Reina Sofía de Poesía Iberoamericana
- 2020: Premio Miguel de Cervantes

## Bibliographie
- Andújar Almansa, J. (2003). La palabra y la rosa. Sobre la poesía de Francisco Brines. Alianza.
- Bousoño, C. (1985). Poesía poscontemporánea. Cuatro estudios y una introducción. Júcar.
- Debicki, A. P. (1987). Poesía del conocimiento. La generación española de 1956–1971, Übersetzung von Alberto Cardín. Júcar.
- García Berrio, A. (2003). Empatía. La poesía sentimental de Francisco Brines. Generalitat Valenciana.
- Gómez Toré, J. L. (2002). La mirada elegíaca. El espacio y la memoria en la poesía de Francisco Brines. Pre-Textos.
- Jiménez, J. O. (2001). La poesía de Francisco Brines. Renacimiento.
- Martín, F. J. (1998). El sueño roto de la vida (Essay über die Poesie Francisco Brines). Aitana.
- Pujante, D. (2004). Belleza mojada. La escritura poética de Francisco Brines. Renacimiento.
- Romano, M. (2016). Una obstinada imagen. Políticas poéticas en Francisco Brines. Eduvim.